# Římskokatolická farnost Úhošťany
Římskokatolická farnost Úhošťany (latinsky Atschavia) je zaniklá církevní správní jednotka sdružující římské katolíky v Úhošťanech a okolí. Organizačně spadala do krušnohorského vikariátu, který je jedním z deseti vikariátů litoměřické diecéze.

## Historie farnosti
Tzv. stará farnost existovala již před rokem 1400. Matriky jsou vedeny od roku 1608. Koncem šestnáctého století se úhošťanská farnost stala protestantskou a byla u ní zřízena škola. Katolický farář byl do farnosti dosazen roku 1621 a do obvodu jeho působnosti patřily vsi Jindřichov, Lestkov, Malá Lesná, Ostré, Radnice, Rašovice a Velká Lesná. Roku 1789 byly z farnosti vyčleněny vsi Rašovice, Lestkov, Suchý Důl, Meziříčí a Zásada a vznikla z nich lokálie povýšená roku 1852 na farnost Rašovice. Farnost existovala do 31. prosince 2012 jako součást kadaňského farního obvodu. Od 1. ledna 2013 zanikla sloučením do farnosti – děkanství Kadaň.

### Duchovní správcové vedoucí farnost
Začátek působnosti jmenovaného v duchovní správě farnosti od:
- 1677   Thomas Aegidius Fabricius von Lilienberg
- 1721   Joannes Martinus Wanckelmann
- 1765   Joannes Leoppoldus Förter
- 1774   Max. Pannosch, † 25. 12. 1804
- 1786   Ioann. Kinzel, † 19. 12. 1801
- 1801   Josef Kirchsleiter, n. 20. 3. 1765 Kaaden, o. 22. 7. 1791
- 1805   Sigism. Förster, n. 26. 3. 1751 Kaaden, o. 2. 3. 1776
- 1825   Josef Fischer, n. 18. 8. 1785 Kaaden, o. 30. 8. 1808, † 2. 3. 1830
- 1831   Caj. Haan, n. 26. 4. 1792 Kaaden, o. 15. 8. 1815, † 8. 6. 1872
  - 1838-1843 Robert Anton Pöpl, OFM, kaplan?
- 1872   Franc. Hahnl, n. 18. 12. 1815 Wikletitz, o. 29. 7. 1841, † 6. 6. 1898
- 1894   Anton Löschner, n. 5. 7. 1851 Kaaden, o. 17. 7. 1874
- 1. 5. 1905  Wenc. Rödl, n. 25. 10. 1868 Grün, o. 17. 7. 1892, † 15. 2. 1946
- 16. 2. 1946 Rudolf Sitte
- 1950 František Štikar, OFM
- 30. 12. 1953 Imrich Mihelko
- 1. 8.  1960 Miroslav Kubík
- 1. 10. 1970 Jan Kozár
- 1. 7.  1986 Miroslav Maňásek SDB
- 1. 7.  1990 Jiří Kabát, CSsR
- 1. 2.  1991 Jozef Piroh
- 1. 5.  1993 Petr Kubíček
- 1. 1.  1994 Tomáš Pirný
- 1. 3.  1996 Richard Madej
- 15. 11. 1997 – 31. 12. 2012 Josef Čermák, admin. exc. z Kadaně[5]

Kromě kněží stojících v čele farnosti, působili ve farnosti v průběhu její historie i jiní kněží. Většinou pracovali jako farní vikáři, kaplani, katecheté, výpomocní duchovní aj.

## Území farnosti
Do farnosti náleželo území obcí:
- Brodce (Prodlas)[p 2]
- Dlouhý Luh[6] (Langenau)[p 2]
- Úhošť[7] (Purberg)[p 2]
- Úhošťany (Atschau)[p 2]
- Zvoníčkov[8] (Männelsdorf)[p 2]

## Římskokatolické sakrální stavby a místa kultu na území farnosti
| | Fotografie | Stavba                     | Místo      | Bohoslužby                      | Zeměpisné souřadnice             | Status                                                                           | Číslo kulturní památky                      |
| Kostel | Kostel     | Kostel                     | Kostel     | Kostel                          | Kostel                           | Kostel                                                                           | Kostel                                      |
| --- | ---------- | -------------------------- | ---------- | ------------------------------- | -------------------------------- | -------------------------------------------------------------------------------- | ------------------------------------------- |
| 1. |            | Kostel sv. Havla           | Úhošťany   | bližší informace o bohoslužbách | 50°21′16″ s. š., 13°15′31″ v. d. | do 31. prosince 2012 farní kostel, poté filiální kostel farnosti děkanství Kadaň | 37099/5-804 (Pk•MIS•Sez•Obr•WD) (Q19602292) |
| Kaple |            |                            |            |                                 |                                  |                                                                                  |                                             |
| 2. |            | Kaple Božího milosrdenství | Brodce     | bližší informace o bohoslužbách | 50°21′3″ s. š., 13°13′49″ v. d.  | kaple                                                                            | —                                           |
| Zaniklé sakrální stavby |            |                            |            |                                 |                                  |                                                                                  |                                             |
| 3. |            | Kaple sv. Jana a Pavla     | Dlouhý Luh | nelze sloužit                   | 50°19′41″ s. š., 13°13′32″ v. d. | zbořená kaple                                                                    | —                                           |
| Některé drobné sakrální stavby a pamětihodnosti lze dohledat zde v databázi Drobné sakrální památky Zaniklé sakrální stavby lze dohledat zde v databázi Poškozené a zničené kostely, kaple a synagogy v České republice |            |                            |            |                                 |                                  |                                                                                  |                                             |

Ve farnosti se mohou nacházet i další drobné sakrální stavby, místa římskokatolického kultu a pamětihodnosti, které neobsahuje tato tabulka.

## Galerie sakrálních pamětihodností ve farnosti

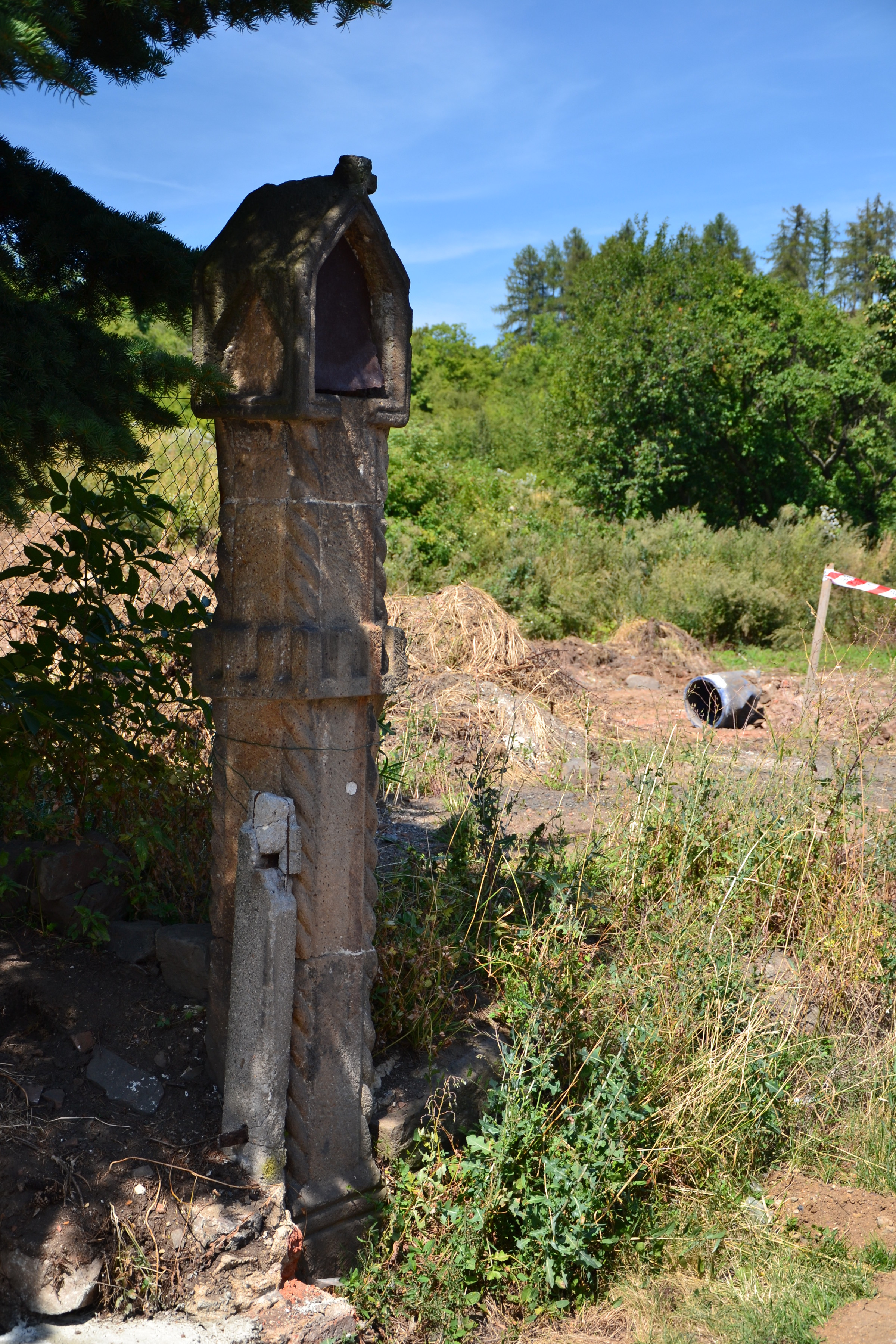
Boží muka v Úhošťanech